# Constantin Brăiloiu
Constantin Brăiloiu est un compositeur et ethnomusicologue roumain né à Bucarest le 13 août 1893 et mort à Genève le 20 décembre 1958. Installé en Suisse à partir de 1943, il acquiert alors une dimension internationale, surtout en Suisse et en France. Il est considéré comme l'un des pères de l'ethnomusicologie européenne.

## Biographie

### Constantin Brăiloiu et la Roumanie (1893-1943)
Constantin Brăiloiu étudie la musique à Bucarest, puis à Vienne et à Lausanne, où il fait la connaissance d'Ernest Ansermet, et enfin à Paris où il côtoie Maurice Ravel, Arthur Honegger et Darius Milhaud.

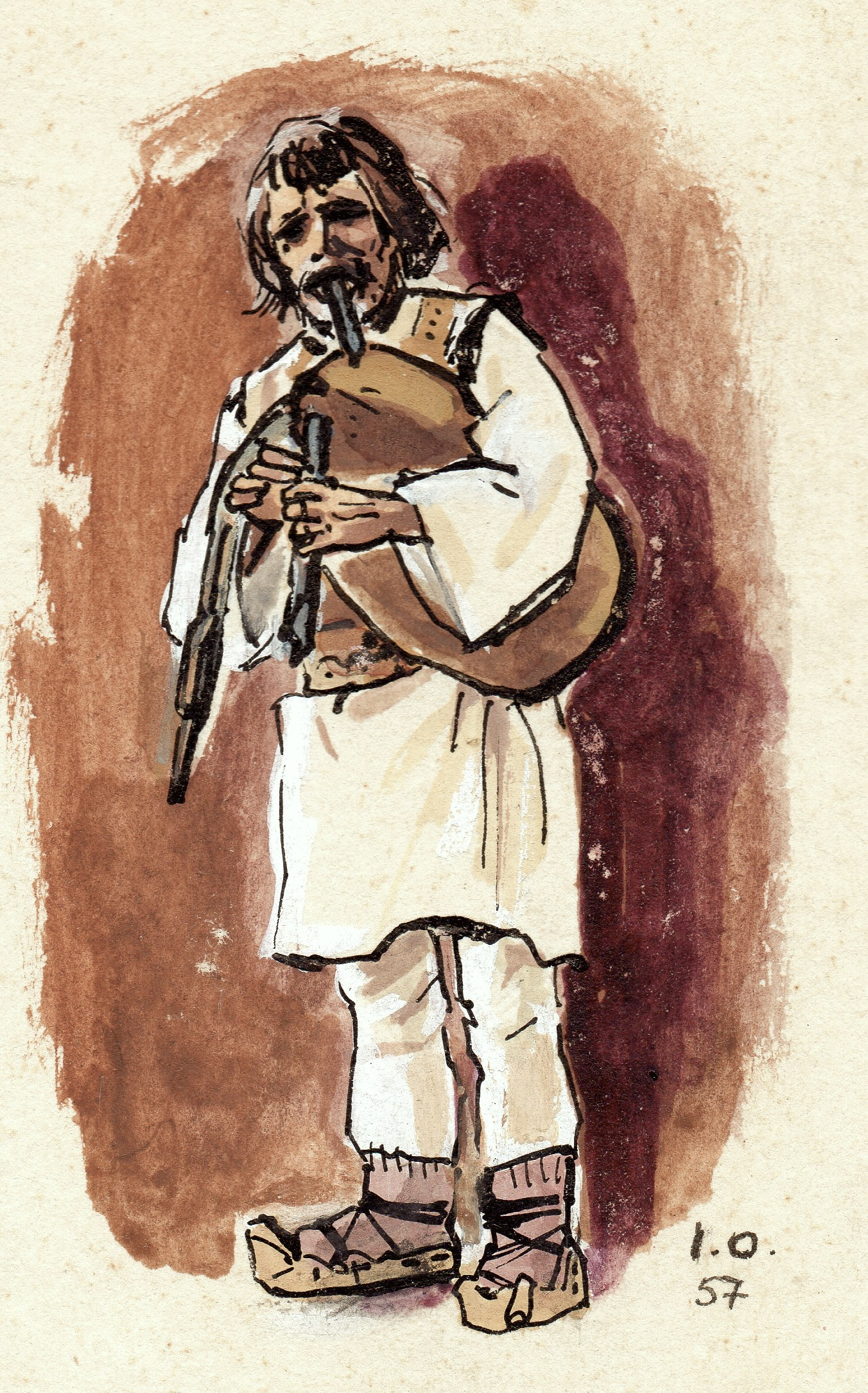
Le joueur de cornemuse Gheorghe Musuleac de Fundu Moldovei (Județ de Suceava, Bucovine), aquarelle d'Ioana Olteș

Abandonnant la carrière de compositeur, il se tourne vers l'étude des musiques traditionnelles de son pays. En 1928, il fonde à Bucarest les premières Archives de folklore roumain et se consacre à la collecte et à l'enregistrement de mélodies, dans de nombreux villages roumains, notamment en Transylvanie et en Olténie.
Recueillis dans les campagnes du sud-ouest de la Roumanie et transcris dans les années 1930, Les chants du mort paraissent ainsi en France en deux temps : Eugène Ionesco en fait une lecture, à partir d'une traduction d'Ilarie Voronca, sur Radio-Marseille le 21 juillet 1943, tandis que Constantin Brancusi les fait connaître à ses amis - dont Marcel Duchamp, Man Ray, Erik Satie - lors de soirées privées. Ce n'est qu'en 1947 qu'Albert Camus publie ces chants dans la collection « Poésie et théâtre » qu’il dirigeait chez l’éditeur Edmond Charlot. Roger Caillois a, quant à lui, inclus quelques chants dans son anthologie de la poésie universelle.

### Constantin Brăiloiu et la Suisse (1943-1958)
Durant la guerre, nommé par le ministère roumain des affaires étrangères il exerce comme conseiller culturel auprès de la Légation roumaine à Berne en Suisse de 1943 à 1946, et ne réintégrera pas son pays après la chute de la dictature fasciste. Il s'installe alors à Genève et acquiert la citoyenneté suisse. Eugène Pittard lui propose de créer les Archives internationales de musique populaire au sein du Musée d'ethnographie de Genève avec pour fondateur, notamment, Samuel Baud-Bovy. À partir de 1948, il travaille également à Paris, notamment au Musée de l'Homme et au CNRS, sous la direction d'André Schaeffner et aux côtés de Gilbert Rouget. Il salue en 1958 la fondation par Jacques Chailley du Séminaire d’études ethnomusicologiques de la Sorbonne, auquel il est bien entendu associé.
Il meurt à Genève le 20 décembre 1958, à l'âge de 65 ans.
Une nouvelle édition des Chants du mort a été assurée par les éditions suisses de La Baconnière en 2018. Le critique Frédéric Dieu évoque, à l'occasion de cette réédition, « un petit recueil de chants populaires roumains destinés à accompagner le rituel funéraire, dont la puissance poétique envoûtante, native, surgit d’une naïveté, d’un imaginaire et d’un récitatif rassemblant en une seule profonde liturgie, croyances païennes et chrétiennes, envolée vers le mythe et précision du rituel ».

## Archives
Les archives papier de Constantin Brăiloiu sont actuellement conservées au Muséum national d'histoire naturelle à Paris.
Surtout, les très importantes archives discographiques, comprenant les enregistrements réalisés sous sa direction et la collection d'enregistrements du monde entier à la base de ses recherches, ont été conservées à Genève et mises en ligne,.